# Love Björnson
Eric Love Björnson, född 15 april 2004 är en svensk fotbollsspelare (anfallare) som spelar för Lunds BK, på lån från Mjällby AIF. 

## Karriär
Love Björnson växte upp i Nättraby utanför Karlskrona och började tidigt spela fotboll i moderklubben Nättraby GoIF. Via spel i FK Karlskrona hamnade han som 16-åring i Mjällby AIF.
Efter att ha öst in mål i P19-laget 2022 skrev Björnson i januari 2023 på ett fyraårigt A-lagskontrakt med Mjällby AIF. Senare samma säsong kom också den allsvenska debuten, då Björnson stod för ett inhopp i 0-2-förlusten mot Halmstads BK den 27 maj 2023. Han gjorde totalt tre inhopp under sin debutsäsong.
I februari 2024 lånades Björnson ut till Ettan Norra-klubben AFC Eskilstuna på ett säsongslån. I mars 2025 lånades han ut till Lunds BK.

## Statistik
| Klubb                | Säsong             | Liga               | Liga    | Liga | Nationell cup | Nationell cup | Totalt  | Totalt |
| Klubb                | Säsong             | Division           | Matcher | Mål  | Matcher       | Mål           | Matcher | Mål    |
| -------------------- | ------------------ | ------------------ | ------- | ---- | ------------- | ------------- | ------- | ------ |
| Mjällby AIF          | 2023               | Allsvenskan        | 3       | 0    | 0             | 0             | 3       | 0      |
| AFC Eskilstuna (lån) | 2024               | Ettan Norra        | 30      | 7    | 0             | 0             | 30      | 7      |
| Lunds BK (lån)       | 2025               | Ettan Södra        | 0       | 0    | 0             | 0             | 0       | 0      |
| Totalt i karriären   | Totalt i karriären | Totalt i karriären | 33      | 7    | 0             | 0             | 33      | 7      |